# Блискавки Кататумбо

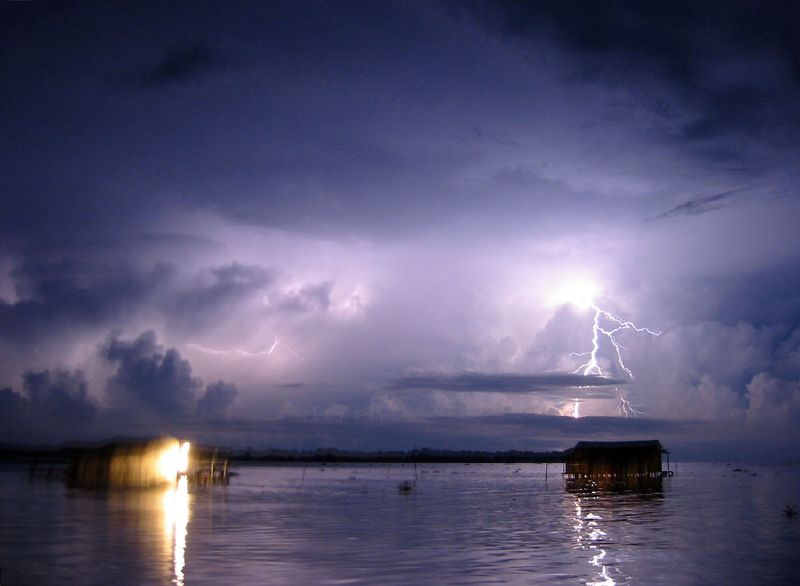
Блискавки Кататумбо вночі

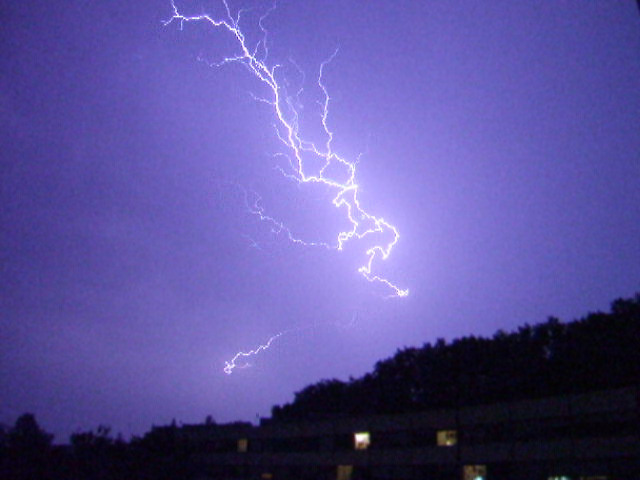
Внутришньохмарні блискавки

Блискавки Кататумбо (ісп. Relámpago del Catatumbo) — атмосферне природне явище, що виникає над місцем впадання річки Кататумбо в озеро Маракайбо у Венесуелі (Південна Америка). Феномен виявляється у виникненні світіння на висоті близько 5 км без супроводу акустичних ефектів (тобто без грому) на Землі. Блискавки виникають вночі і тривають близько 10 годин, 140—160 ночей на рік, що в сумі становить близько 1,2 млн розрядів на рік.
Блискавки видно з відстані до 400 км, їх здавна використовували для навігації, тому явище також відоме під назвою «Маяк Маракайбо».
Вважається, що блискавки Кататумбо є найбільшим одиничним генератором озону на Землі. Повітряні маси з Анд стикаються з висхідними потоками метану з навколишніх боліт, що призводить до формування значної різниці електричних потенціалів у хмарах, яка постійно розряджається блискавками.